# 橫濱灣喜來登酒店
橫濱灣喜來登酒店（日语：横浜ベイシェラトン ホテル&タワーズ，よこはまベイシェラトン ホテルアンドタワーズ）是位於日本橫濱市西區的一座高檔酒店，屬於萬豪國際，地上部分有有28層。酒店運營由相鐵集團的相鐵酒店股份公司負責。這座酒店開業於1998年9月24日。

## 外部連結

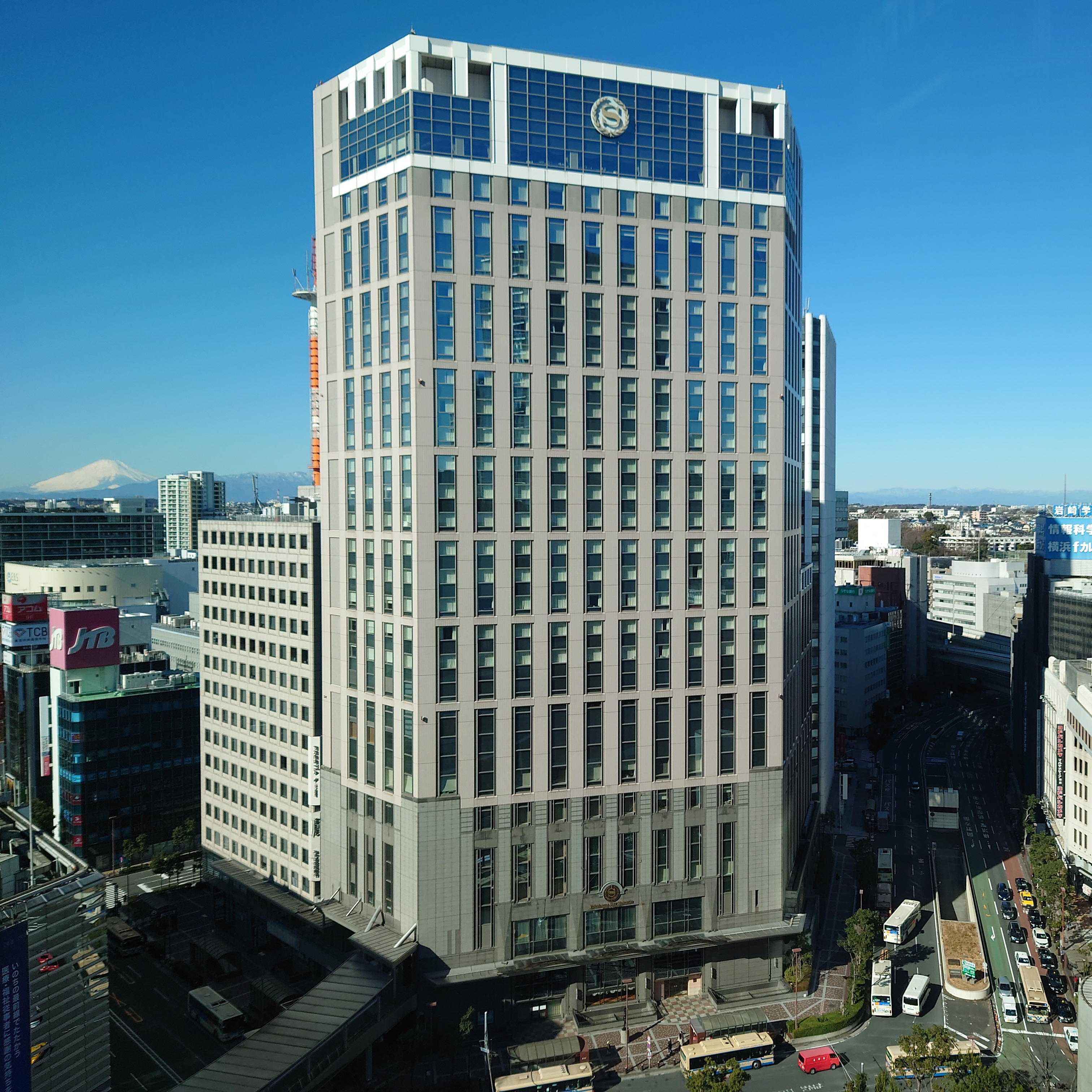

- 横浜ベイシェラトン ホテル&タワーズ - 横浜｜Marriott Bonvoy （页面存档备份，存于）